# Maladie de Berger
Pour les articles homonymes, voir Berger (homonymie).
 Mise en garde médicale
La maladie de Berger, également appelée glomérulonéphrite à dépôts mésangiaux d'IgA, ou simplement néphropathie à IgA est une maladie auto-immune atteignant les reins. 

## Historique
La néphropathie à Ig A a été découverte en 1966 par le professeur Jean Berger, de l’hôpital Necker à Paris, en utilisant un sérum anti-IgA sur des biopsies rénales de patients. Ses travaux (en collaboration avec Nicole Hinglais) ont été publiés en 1968.

## Épidémiologie
La maladie de Berger touche essentiellement les jeunes adultes, mais elle peut également se développer chez les enfants ainsi que chez les adultes âgés. Les hommes sont plus souvent atteints que les femmes. Elle concernerait 0,1 % de la population mondiale et est la cause la plus fréquente de glomérulonéphrite. Sa prévalence exacte est cependant très probablement sous estimée puisque le diagnostic requiert une biopsie rénale, geste lourd. Ainsi un dépôt rénal d'Ig A est présent dans un rein sur neuf lors d'examens systématiques en vue de transplantation. L'incidence semble plus élevée dans certains pays, dont le Japon.

## Mécanismes
L'évolution de cette maladie se fait, la plupart du temps, très lentement, c’est-à-dire sur plusieurs années.
Dans l'histoire du malade, une infection respiratoire haute (angine, pharyngite) est diagnostiquée quelques jours avant l'apparition de l'hématurie macroscopique caractéristique de la maladie. En cas d'infection, quelle qu'elle soit, il y a production d'anticorps censés participer à la destruction de l'agent infectieux. Dans la maladie de Berger, comme dans d'autres maladies auto-immunes, les anticorps de type Ig A normalement produits pour détruire les agents infectieux présentent une glycosylation aberrante qui modifie leurs propriétés physicochimiques. Ils auront tendance à se fixer aux cellules mésangiales du glomérule rénal. Dans le cas de la maladie de Berger, le dépôt concerne uniquement en monomères d'Ig A1, sous classe des Ig A. L'inflammation rénale qui en résulte entraîne des lésions du filtre rénal et une « fuite » des composants du sang vers l'urine, en particulier des hématies. Le principal signe de la maladie est ainsi l'apparition de sang dans les urines, quelques jours après le début d'une infection, que ce sang soit visible (hématurie macroscopique) ou non (hématurie microscopique).
Une production excessive d’Ig A circulant dans le sang peut entraîner l’agglutination d’Ig A. Elle va par la suite, se déposer dans le glomérule rénal lors de la filtration du sang par le rein. Cette production excessive va entraîner une inflammation du rein, qui va conduire à la formation de cicatrices dans le rein, et à une déformation de celui-ci. L’insuffisance rénale s’installe donc avec le temps, au fur et à mesure.
Il existe des facteurs génétiques avec des formes familiales. Le défaut de glycosylation de l'Ig A1 a un caractère héréditaire mais le ou les gènes responsables n'ont pas été identifiés. Des mutations sur le chromosome 6 dans la région codant le complexe majeur d'histocompatibilité augmenteraient le risque de survenue de la maladie, de même que des délétions dans les gènes CFHR1 et CFHR3.

## Évolution de la maladie
L'évolution est variable.
La maladie est classée en cinq stades :
- Stade no 1 : glomérulopathie mésangiopathique. Il représente, en France, 20 % à 40 % des cas.
- Stade no 2 : glomérulonéphrite segmentaire et focale. Ces lésions touchent moins de 30 % des cas de glomérules (stade 2a) ou plus (stade 2b). Ce stade est le plus fréquent, puisqu’il représente 30 % à 60 % des cas de biopsies.
- Stade no 3 : glomérulonéphrite proliférative diffuse mésangiale pure. Il représente 5 % à 20 % des cas.
- Stade no 4 : prolifération endo-extracapillaire avec présence de croissants. Ces lésions touchent moins de 50 % des cas avec glomérules avec croissants inférieur (stade 4a), et supérieur à 50 % (stade 4b).
- Stade no 5 : rein fibreux

Un cinquième des malades atteignent un stade d'insuffisance rénale avancée nécessitant un traitement par hémodialyse. Ces derniers ont plus souvent une protéinurie supérieure à 1 g par jour, une hypertension artérielle et des lésions plus sévères sur la biopsie rénale. Le risque de développer une insuffisance rénale dans les 10 ans est inférieur à 10 % si la fonction rénale est normale à la découverte de la maladie.

## Manifestations
Chez l'enfant et l'adulte jeune, les trois quarts des cas se manifestent par une hématurie macroscopique (urines rouges ou brunes) survenant à proximité d'un épisode infectieux ou digestif. Chez l'adulte plus âgé, la maladie est fréquemment découverte à l'occasion d'une complication (insuffisance rénale ou hypertension).
Un syndrome néphrotique est rare. Ce syndrome se traduit par la présence de protéines, (essentiellement de  l’albumine), dans les urines. Il entraîne une diminution importante des protéines circulant dans le sang, une apparition d’œdème, de troubles de la coagulation, une augmentation des lipides dans le sang, une hypertension artérielle et une insuffisance rénale chronique.
Une insuffisance rénale aiguë est présente dans 5 % des cas. Elle se manifeste par des œdèmes, une hypertension artérielle et une diminution de la quantité d’urine émise (oligurie).
Elle peut s’accompagner de douleurs lombaires, une asthénie, un goût particulier dans la bouche, des nausées après l'alimentation.

## Diagnostic
L'histoire du patient et de sa famille est primordiale. Une hématurie chez les parents et les grands-parents ainsi qu'une surdité chez de jeunes adultes feront suspecter un syndrome d'Alport ou une hématurie familiale bénigne.
Il faut doser les antistreptolysines O afin d'exclure une glomérulonéphrite post-streptococcique, qui peut se présenter également sous la forme d'une hématurie, environ dix jours après l'infection à streptocoques (angine par exemple). Malgré tout, de nombreuses infections, comme la mononucléose infectieuse, peuvent également induire une atteinte rénale sans production d'ASLO. Mais l'hématurie due à une glomérulonéphrite post-infectieuse finit toujours par disparaître, contrairement à celle d'une maladie de Berger, et c'est souvent en surveillant l'évolution sur plusieurs mois qui permet de faire la différence. Le dosage des composantes C3 et C4 du complément est aussi essentiel pour éliminer ce diagnostic. En effet, dans les glomérulonéphrites post-infectieuses, le C3 est typiquement très bas alors qu'il est normal dans la maladie de Berger.
Le taux sanguin d'IgA1 déficient en galactose est augmenté chez les patients mais ce test a une sensibilité et une spécificité imparfaite. Une augmentation de la fraction C3 activée du complément serait un facteur de gravité, ainsi qu'une élévation de l'uricémie.
La biopsie rénale permet de porter le diagnostic. L'examen en microscopie optique peut montrer plusieurs types de lésions, aspécifiques cependant. l'examen en immunofluorescence montre des dépôts caractéristiques d'Ig A.la présence de dépôts de C4d serait de bon pronostic. La « classification d'Oxford » des résultats histologiques permet d'aider à évaluer le pronostic.
Il faut rechercher des complications de la maladie : recherche d'une protéinurie, d'une hypertension artérielle, d'une insuffisance rénale.
- Un examen cytobactériologique des urines élimine une infection urinaire (qui peut parfois donner une hématurie).
- L'hémogramme permet de rechercher une anémie, en cas d'hématuries majeures (ce qui est rare).

## Traitement
La Société internationale de néphrologie a publié en 2012 des recommandations pour la prise en charge de la maladie de Berger.
Aucun traitement n'est nécessaire en l'absence de protéinurie, d'hypertension artérielle ou d'insuffisance rénale.
La mise sous un inhibiteur de l'enzyme de conversion ou d'un antagoniste des récepteurs de l'angiotensine II est prioritaire pour contrôler l'hypertension artérielle ainsi qu'une protéinurie. En association avec la budésonide, il y a des améliorations clinique importantes.
Le sparsentan a montré dans l'essai PROTECT une réduction significative de la protéinurie comparativement à l'irbésartan.
Les corticoïdes peuvent entraîner une réduction des lésions sur la biopsie rénale et sont réservés, avec les immunosuppresseurs, aux formes évolutives.
Certaines équipes proposent une amygdalectomie dans l'hypothèse d'une origine infectieuse mais l'efficacité n'en est pas démontrée.
En cas d'insuffisance rénale, la transplantation rénale peut être proposée : la maladie peut récidiver sur le greffon dans un tiers des cas mais le plus souvent sans conséquence, le traitement par corticoïdes étant susceptible de diminuer le risque de récidive.